# Gurnur, Yadgir
Gurnur là một làng thuộc tehsil Yadgir, huyện Gulbarga, bang Karnataka, Ấn Độ.